# جعفر أباد (خور وبيابانك)
جعفر أباد هي قرية في مقاطعة خور وبيابانك، إيران. عدد سكان هذه القرية هو 295 في سنة 2006.